# 摩耶夫人

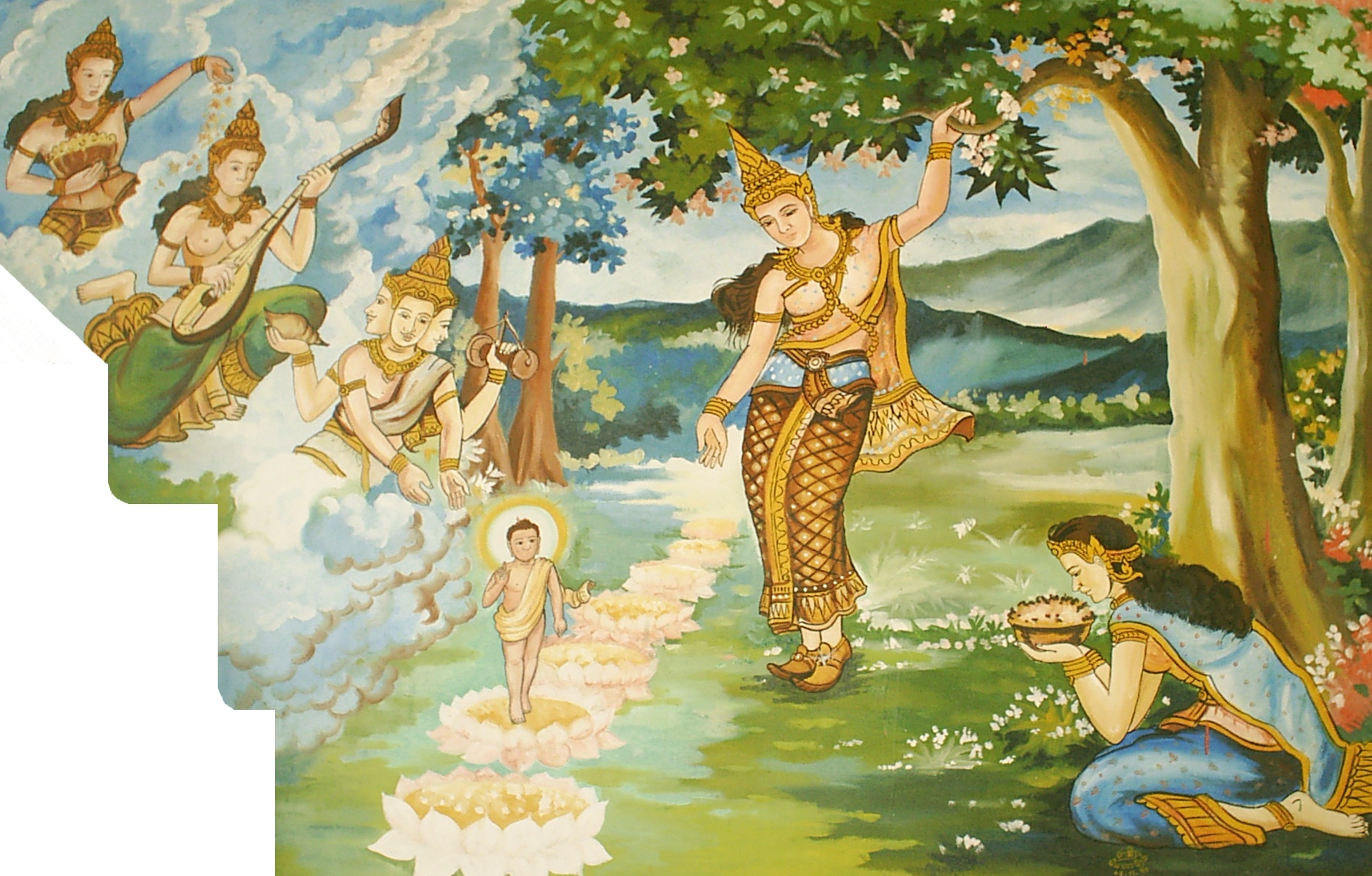
摩耶夫人站立生下太子（老撾寺廟绘画）

摩耶夫人（？—前563年？），古印度王妃。又称摩耶皇后，摩耶在梵语和巴利语中意为「幻化」，在尼泊尔語則是指為「愛」。在佛經中被尊稱為室利摩诃摩耶（巴利语 Sirī Mahā Māyā），即是“吉祥偉大的摩耶夫人”，是迦毗羅衛的邻邦天臂城城主善觉王的妹妹，後嫁給迦毗羅衛城主净饭王，並產下释迦牟尼佛。

## 上座佛教

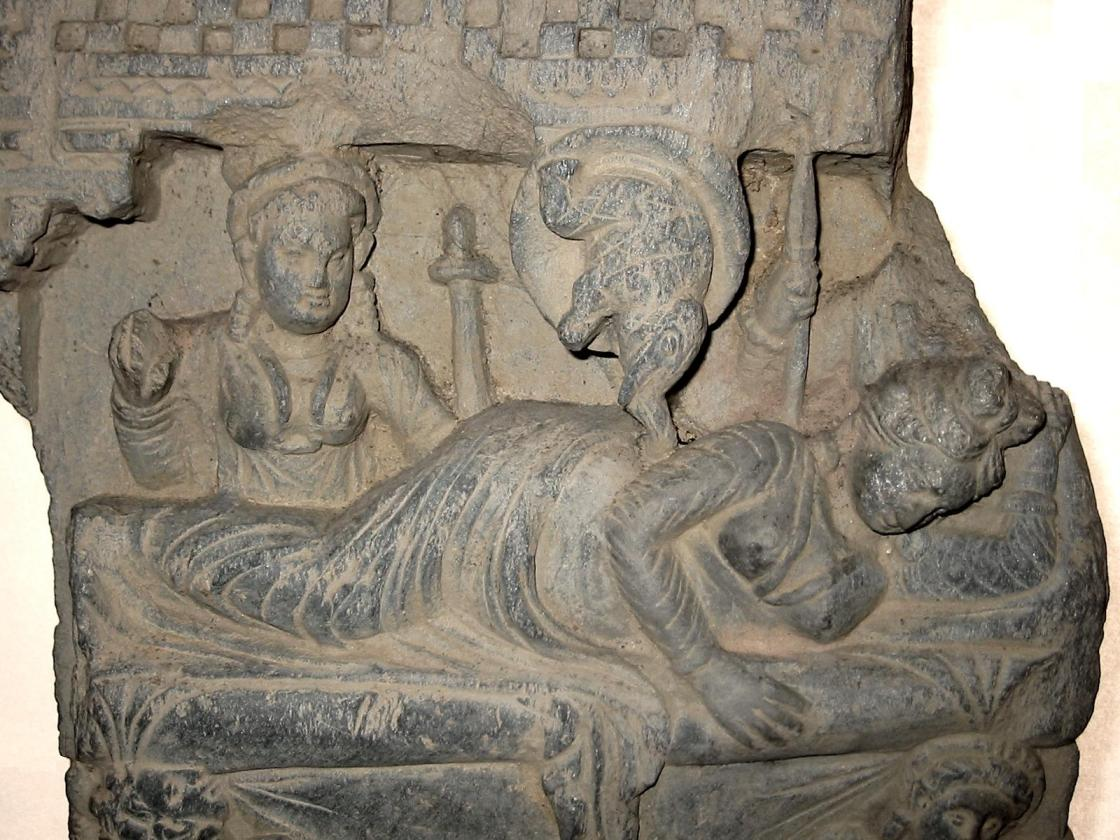
摩耶夫人夢見白象而懷孕。公元2-3世紀犍陀羅浮雕

上座佛教的說法，摩耶夫人和淨飯王婚後遲遲未生育，因此頗為憂愁。有一天，夢見一頭白象進入她的腹部，後來她便懷孕。按照當時印度的習俗，她回娘家待產，在五月的一個月圓夜，走到藍毗尼園，稍事休息，便作動要生，她在無憂樹下生下太子。當時的摩耶夫人已是四十幾歲，是高齡產妇。但太子依然是順產出生。
據佛典記載，當佛陀投生至其胎藏時，四天王抬著她，到喜马拉雅山脉大雪山中，之後，天王的王后便帶她到清涼池（阿耨達池，巴利文Anotatta）沐浴，後讓她到金天宮中休息，不久就夢到白象，在夢時，佛陀投生了。
根據上座部的說法，佛在證果後第七年上升忉利天為天眾說法，前生是其母的天王來到，聽完佛陀說完法後，即證初果。

## 大乘佛教

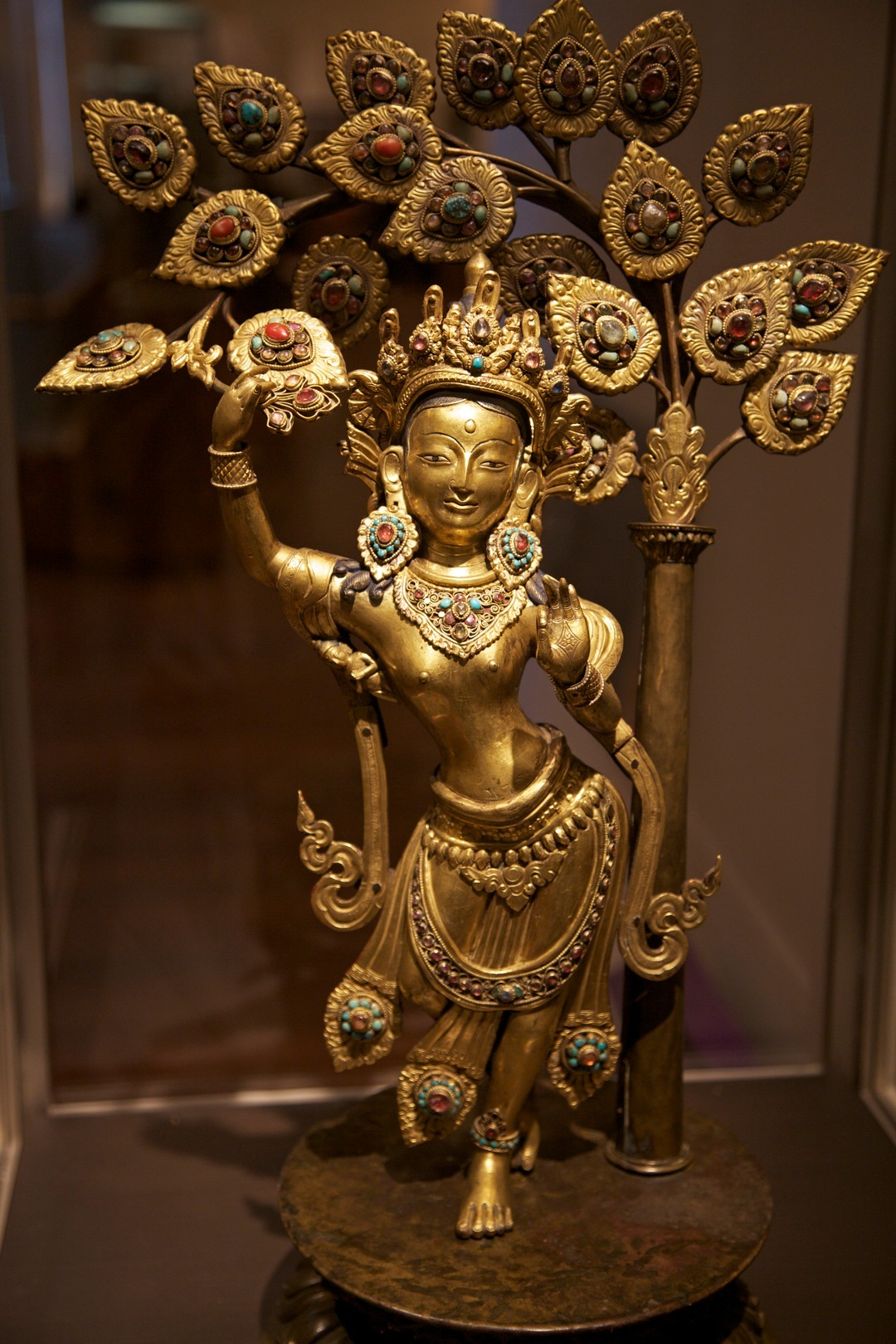
尼泊爾19世紀摩耶夫人像。收藏於法國巴黎吉美國立亞洲藝術博物館

依照大乘佛教的传说，摩耶夫人和净饭王结婚后20年没有生育。然后有一天，摩耶夫人梦见一头白象进入她的左肋，从而怀孕。她在怀胎十月后，按照当时的习俗回娘家待产，在四月的第八天于藍毗尼園停留。在园中她举手攀一根树枝（無憂樹，或娑羅樹）休息的时候，释迦牟尼即从她的右肋而出。传说园中的圣池（Puskarini）是她在生产之前沐浴，以及之后她给释迦牟尼第一次沐浴的地方。淨飯王在太子出生後第五天，按當時的習俗舉行命名大典，太子被命名為悉達多。摩耶夫人于太子出生後第七天去世，升入忉利天，太子顯化無限光明，祝福母親，眾天神都來朝拜，是為佛顯日。摩耶夫人的妹妹摩訶波闍波提嫁給淨飯王，悉達多太子就由姨母抚养。

## 在佛教中的影响
《大藏经》中有《摩诃摩耶经》，又名《佛升忉利天为母说法》，讲述佛陀在涅槃前不久到忉利天为摩耶夫人讲授佛法，并向她告别的情景。另外，摩耶夫人也在《地藏本行经》中被提到。
《巴利聖典》中的《本生經》、《譬喻》、《分別論》、《長老偈註》、《長老偈》、《法句經註》。

## 外部連結
- 佛母摩耶夫人
- 摩诃摩耶经
- 釋迦牟尼佛傳 星雲大師著
- 佛昇忉利天為母說法經西晉月氏三藏竺法護譯
- 不远因缘谭